# Hypanartia bella
Hypanartia bella is een vlinder uit de familie Nymphalidae. De wetenschappelijke naam van de soort is voor het eerst geldig gepubliceerd in 1793 door Johann Christian Fabricius.